# 普文楠
普文楠（学名：Phoebe puwenensis）为樟科楠属下的一个种。

## 扩展阅读
- 維基物種上的相關：普文楠